# Leagro
Leagro, figlio di Glaucone (in greco antico: Λέαγρος?, Léagros; ... – Anfipoli, 465 a.C.), è stato un militare ateniese.

## Biografia
Nel 465 a.C. Leagro, accompagnato da Sofane, guidò una spedizione in Tracia e, nel tentativo di conquistare le miniere d'oro della regione, cadde combattendo presso Dato contro gli Edoni.
Ebbe un figlio di nome Glaucone, che nel 432 a.C. comandò assieme ad Andocide le venti navi inviate ai Corciresi dagli Ateniesi.